# Fleury-Michon X
Fleury Michon X est un voilier monocoque 60 pieds open puis IMOCA de course au large, mis à l'eau en février 1989, conçu par Philippe Briand et construit par ATA Jeanneau.

## Historique
Lors du premier Vendée Globe, sa première compétition, il est victime d'un chavirage dans la nuit du 8 décembre 1989 alors qu'il est skippé par Philippe Poupon. Loïck Peyron se détourne à son secours et l'aide à redresser le voilier qui arrive ensuite à rentrer au Cap. Au printemps le voilier est rapatrié en cargo en France.
Après réparation, il part aux mains d'Alain Gautier pour la course La Baule-Dakar qu'il terminera second en monocoque.
En 1992, skippé par Philippe Poupon, il repart pour un Vendée Globe qu'il termine 3e, en 117 j 03 h 34 min 24 s, soit 7 j et 1h après le vainqueur Alain Gautier. Fleury Michon annonce son retrait de la voile et fait cadeau du voilier à Philippe Poupon, qui le garde pour le Vendée Globe 1996. 
En 1995, il est racheté par Bertrand de Broc qui le rebaptise Votre nom autour du Monde. Il prend le départ du Vendée Globe 1996. Il se bat pour la 2e place, quand vers le cap Horn plusieurs problèmes l'oblige à s'arrêter à Ushuaia. Bertrand repart et perd sa quille dans le Golfe de Gascogne et abandonne le bateau. Le bateau est finalement récupéré au Sud de Penmarch.
En 1998, il est racheté par Philippe Monnet qui le fait refaire à neuf par le cabinet Lombard. Philippe le fait transformer avec quille basculante, dérives asymétriques, gréement en sloop avec mat en carbone. Il prend le nom de Uunet et participe à la Route du Rhum 1998 qu'il termine 6e en monocoque (18e au général).
Le 9 juin 2000, Philippe Monnet franchit la ligne d'arrivée de son Tour du monde à l'envers en 151 jours, 19 heures et 54 minutes. Il bat de dix jours le record du monde détenu depuis 1994 par le Britannique Mike Golding (161 j 16 h 32 min 24 sec),. Le bateau est loué à Simone Bianchetti pour le Vendée Globe 2000-2001 sous le nom Aquarelle.com.
En 2002, Philippe Monnet, toujours propriétaire, propose à Mike Birch de courir la Route du Rhum sous le nom Tir Groupé - Montres Yema.
En 2004 le bateau est confié à Anne Liardet qui termine 12e de la Transat anglaise sous le nom Quicksilver et 11e du Vendée Globe sous le nom Roxy devenant la troisième femme à finir un Vendée Globe.
Changeant ensuite plusieurs fois de propriétaires, son épave flottante est retrouvée au large du Honduras, le 20 mars 2022.

## Palmarès

### 1989-1992:Fleury Michon X- Philippe Poupon et Alain Gautier
- 1989
  - Abandon lors du Vendée Globe barré par Philippe Poupon
- 1991
  - 2e Lorient St Barth en catégorie monocoque en 10 jours et 21 heures
  - 2e monocoque de La Baule-Dakar barré par Alain Gautier
- 1992
  - 3e du Vendée Globe barré par Philippe Poupon en 117 jours, 3 heures, 34 minutes et 24 secondes

### 1995-1998:Votre Nom autour du Monde- Bertrand de Broc
- 1996
  - Abandon lors du Vendée Globe

### 1998-2000:Uunet- Philippe Monnet
- 1998
  - 6e monocoque de la Route du Rhum en 21 jours, 1 heure, 30 minutes et 45 secondes ; 18e au classement général
- 2000
  - Record du tour du Monde à l'envers (d'Est en Ouest) sans escale et en solitaire en 151 jours, 19 heures, 54 minutes et 36 secondes[4]

### 2000-2001:Aquarelle.com- Simone Bianchetti
- 2000
  - 12e du Vendée Globe en 121 jours, 1 heure et 28 minutes

### 2002:Tir Groupé - Montres Yema- Mike Birch
- 2002
  - 9e de la Route du Rhum en classe IMOCA en 21 jours, 11 heures, 31 minutes et 8 secondes

### 2004:Quicksilver- Anne Liardet
- 2004
  - 12e de la Transat anglaise en 19 jours, 14 heures et 27 minutes

### 2004:Roxy- Anne Liardet
- 2004
  - 11e du Vendée Globe en 119 jours, 5 heures, 28 minutes et 40 secondes